# Олександр Іашвілі
Олександр Іашвілі (груз. ალექსანდრე მამულის ძე იაშვილი; нар. 23 жовтня 1977, Тбілісі, Грузинська РСР) — грузинський футболіст, нападник та півзахисник.

## Клубна кар'єра

### Ранні роки
Народився в Тбілісі. Дорослу футбольну кар'єру розпочав 1993 року в одному з грандів грузинського футболу, «Динамо» (Тбілісі), де проявив себе як бомбардир. У сезоні 1994/95 років відзначився 24-ма голами в 24-ох зіграних матчах, а в наступному сезоні відзначився 26-ма голами в 25-ти матчах, завдяки чому грузинський нападник привернув до себе увагу європейських клубів. У січні 1997 року 19-річний Олександр перейшов в оренду до клубу другого дивізіону чемпіонату Німеччини, «Любека». Влітку того ж року, по завершення терміну оренди, повернувся в «Динамо».

### «Фрайбург»
У жовтні 1997 року переїхав до Німеччини на постійній основі, де підписав контракт з «Фрайбургом». У футболці клубу з однойменного міста дебютував 19 жовтня 1997 року в програному (0:1) домашньому поєдинку Другої Бундесліги проти «Гройтер Фюрт», в якому на 46-ій хвилині замінив Уве Вассмера. У складі команди наступного сезону під керівництвом Фолькера Фінке вийшов до Бундесліги. Нападник швидко став основним гравцем команди з Південного Бадену, за шість років у Бундеслізі відзначився 29-ма голами в 147-ох матчах. Тривалий період часу залишався найкращим бомбардиром Фрайбурга у вищому дивізіоні німецького футболу, перш ніж у 2011 році його обігнав Папісс Сіссе. У сезоні 2005/06 року Іашвілі обрали капітаном команди, а вже в наступному сезоні виконував обов'язки заступника капітана Сумайли Кулібалі. У квітні 2007 року висловив намір не продовжувати свій контракт з «Фрайбургом», а натомість піти в інший, бажано німецький, клуб. Загалом за 10 років у складі «Фрайбурга» відзначився 51-им голом у 255-ти матчах чемпіонатів Німеччини.

### «Карлсруе»
Влітку 2007 року перейшов до колишнього представника першого дивізіону Німеччини «Карлсруе», з яким підписав контракт до 2010 року. 1 березня 2008 року відзначився своїм першим голом за «Карлсруе» у переможному (3:1) домашньому поєдинку Бундесліги проти «Вольфсбурга». Наступного сезону відзначився ще трьма голами в чемпіонаті; незважаючи на це за підсумками сезону «Фрайбург» понизився в класі. У 2009 році продовжив контракт з клубом, до 2013 року. На початку сезону 2009/10 років обраний новим капітаном команди. Залишався безперечним гравцем основного складу й регулярно забивав м'ячі, навіть якщо не відзначався забитими м'ячами, характеризувався своїм дриблінгом і контролем м’яча. Влітку 2012 року Олександр разом з «Карлсруе» програв «Яну» (Регенсбург) боротьбу за збереження місця в Доугій Бундеслізі і вилетів у Третю лігу. Після цього залишив команду.

### Останні роки футбольної кар'єри
У 2012 році підсилив іншого представника Другої Бундесліги, «Бохум». Сезон 2013/14 років провів в клубі «Інтер» (Баку), який виступав в Прем'єр-лізі (Азербайджану). У другій половині сезону 2014/15 років виступав на батьківщині за «Самтредію». У липні 2015 року повернувся до клубу в якому розпочинав кар'єру, «Динамо» (Тбілісі). Влітку 2016 року Іашвілі завершив кар'єру гравця у віці 38 років.

## Кар'єра в збірній
Виступав за юнацькі та молодіжну збірну Грузії. У футболці національної збірної Грузії дебютував 5 грудня 1996 року в програному (2:4) товариському матчі проти Лівану. З моменту дебюту в національній команді був її основним гравцем. Загалом зіграв 67 матчів (15 голів) у національній команді, завдяки чому посідає 5-те місце у списку футболістів, які заграли за збірну Грузію найбільшу кількість матчів. У складі національної команди 1998 року став переможцем Міжнародного футбольного турніру на Мальті.

## Кар'єра функціонера
З червня 2016 року Іашвілі обіймає посаду віце-президента Грузинської футбольної федерації і, таким чином, очолює національну збірну.

## Особисте життя
Виріс у спортивній родині. Батько — Мамулі Іашвілі — грав у «Динамо» (Тбілісі) у 60-их роках.

## Статистика виступів

### Клубна
| Клуб               | Сезон             | Ліга              | Ліга  | Ліга | Нац. кубок | Нац. кубок | Єврокубки | Єврокубки | Інші  | Інші | Загалом | Загалом | Пос.          |
| Клуб               | Сезон             | Дивізіон          | Матчі | Голи | Матчі      | Голи       | Матчі     | Голи      | Матчі | Голи | Матчі   | Голи    | Пос.          |
| ------------------ | ----------------- | ----------------- | ----- | ---- | ---------- | ---------- | --------- | --------- | ----- | ---- | ------- | ------- | ------------- |
| «Динамо» (Тбілісі) | 1993–94           | Вища ліга         | 28    | 19   |            |            |           |           |       |      | 28      | 19      |               |
| «Динамо» (Тбілісі) | 1994–95           | Вища ліга         | 24    | 24   |            |            | 1         | 0         |       |      | 25      | 24      | [ 13 ]        |
| «Динамо» (Тбілісі) | 1995–96           | Вища ліга         | 25    | 26   |            |            | 1         | 0         |       |      | 26      | 26      | [ 13 ]        |
| «Динамо» (Тбілісі) | 1996–97           | Вища ліга         | 8     | 9    |            |            | 8         | 3         |       |      | 16      | 12      | [ 13 ]        |
| «Динамо» (Тбілісі) | 1997–98           | Вища ліга         | 4     | 6    |            |            | 6         | 3         |       |      | 10      | 9       | [ 13 ]        |
| «Динамо» (Тбілісі) | Загалом           | Загалом           | 89    | 84   | 0          | 0          | 16        | 6         | 0     | 0    | 105     | 90      | —             |
| «Любек» (оренда)   | 1996–97           | Друга Бундесліга  | 15    | 3    | 0          | 0          | —         | —         | —     | —    | 15      | 3       | [ 14 ] [ 13 ] |
| «Фрайбург»         | 1997–98           | Друга Бундесліга  | 24    | 4    | 0          | 0          | —         | —         | —     | —    | 24      | 4       | [ 13 ] [ 15 ] |
| «Фрайбург»         | 1998–99           | Бундесліга        | 11    | 6    | 2          | 0          | —         | —         | —     | —    | 13      | 6       | [ 13 ] [ 16 ] |
| «Фрайбург»         | 1999–00           | Бундесліга        | 22    | 1    | 1          | 1          | —         | —         | —     | —    | 23      | 2       | [ 13 ] [ 17 ] |
| «Фрайбург»         | 2000–01           | Бундесліга        | 26    | 4    | 3          | 2          | —         | —         | —     | —    | 29      | 6       | [ 13 ] [ 18 ] |
| «Фрайбург»         | 2001–02           | Бундесліга        | 29    | 5    | 2          | 2          | 6         | 0         | 1     | 0    | 38      | 6       | [ 13 ]        |
| «Фрайбург»         | 2002–03           | Друга Бундесліга  | 25    | 4    | 0          | 0          | —         | —         | —     | —    | 25      | 4       | [ 13 ] [ 19 ] |
| «Фрайбург»         | 2003–04           | Bundesliga        | 30    | 9    | 3          | 3          | —         | —         | —     | —    | 33      | 12      | [ 13 ] [ 20 ] |
| «Фрайбург»         | 2004–05           | Bundesliga        | 29    | 4    | 4          | 2          | —         | —         | —     | —    | 33      | 6       | [ 13 ] [ 21 ] |
| «Фрайбург»         | 2005–06           | Друга Бундесліга  | 27    | 4    | 2          | 2          | —         | —         | —     | —    | 29      | 6       | [ 13 ] [ 22 ] |
| «Фрайбург»         | 2006–07           | Друга Бундесліга  | 32    | 10   | 2          | 0          | —         | —         | —     | —    | 34      | 10      | [ 13 ] [ 23 ] |
| «Фрайбург»         | Загалом           | Загалом           | 255   | 51   | 19         | 12         | 6         | 0         | 1     | 0    | 281     | 63      | —             |
| «Карлсруе»         | 2007–08           | Бундесліга        | 28    | 0    | 2          | 0          | —         | —         | 1     | 0    | 31      | 0       | [ 13 ]        |
| «Карлсруе»         | 2008–09           | Бундесліга        | 23    | 3    | 2          | 2          | —         | —         | —     | —    | 25      | 5       | [ 13 ] [ 24 ] |
| «Карлсруе»         | 2009–10           | Друга Бундесліга  | 27    | 6    | 2          | 0          | —         | —         | —     | —    | 29      | 6       | [ 13 ] [ 25 ] |
| «Карлсруе»         | 2010–11           | Друга Бундесліга  | 31    | 7    | 1          | 0          | —         | —         | —     | —    | 32      | 7       | [ 13 ] [ 26 ] |
| «Карлсруе»         | 2011–12           | Друга Бундесліга  | 32    | 8    | 2          | 0          | —         | —         | 2     | 0    | 36      | 8       | [ 13 ] [ 27 ] |
| «Карлсруе»         | Загалом           | Загалом           | 141   | 24   | 9          | 2          | 0         | 0         | 3     | 0    | 153     | 26      | —             |
| «Бохум»            | 2012–13           | Друга Бундесліга  | 28    | 0    | 4          | 1          | —         | —         | —     | —    | 32      | 1       | [ 13 ] [ 28 ] |
| «Інтер» (Баку)     | 2013-14           | ПЛА               | 33    | 5    |            |            | 4         | 0         |       |      | 37      | 5       | [ 13 ]        |
| «Самтредіа»        | 2014–15           | Вища ліга         | 10    | 2    |            |            |           |           |       |      | 10      | 2       |               |
| «Динамо» (Тб)      | 2015–16           | Вища ліга         | 24    | 5    |            |            | 2         | 0         |       |      | 26      | 5       | [ 13 ]        |
| Усього за кар'єру  | Усього за кар'єру | Усього за кар'єру | 595   | 174  | 32         | 15         | 28        | 6         | 4     | 0    | 659     | 195     | —             |

1. 1 2  У тому числі й матчі в кубку німецької ліги
2. ↑  Включаючи матчі в плей-оф на вибування Другої Бундесліги

### У збірній
| Національна збірна | Рік     | Матчі | Голи |
| ------------------ | ------- | ----- | ---- |
| Грузія             | 1996    | 2     | 1    |
| Грузія             | 1997    | 0     | 0    |
| Грузія             | 1998    | 5     | 1    |
| Грузія             | 1999    | 0     | 0    |
| Грузія             | 2000    | 1     | 0    |
| Грузія             | 2001    | 4     | 4    |
| Грузія             | 2002    | 1     | 0    |
| Грузія             | 2003    | 5     | 1    |
| Грузія             | 2004    | 5     | 1    |
| Грузія             | 2005    | 4     | 1    |
| Грузія             | 2006    | 6     | 1    |
| Грузія             | 2007    | 5     | 2    |
| Грузія             | 2008    | 8     | 0    |
| Грузія             | 2009    | 7     | 1    |
| Грузія             | 2010    | 7     | 1    |
| Грузія             | 2011    | 7     | 1    |
| Загалом            | Загалом | 67    | 15   |

## Досягнення

### Клубна
«Динамо» (Тбілісі)
- / Ліга Еровнулі
  -  Чемпіон (4): 1994/95, 1995/96, 1996/97, 2015/16

- / Кубок Грузії
  -  Володар (4): 1995, 1996, 1997, 2015/16

- Суперкубок Грузії
  -  Володар (1): 1996

«Фрайбург»
- Друга Бундесліга
  -  Чемпіон (1): 2002/03

### Індивідуальні
- Футболіст року в Грузії (2): 2004, 2008[2]